# ニケタス・コニアテス

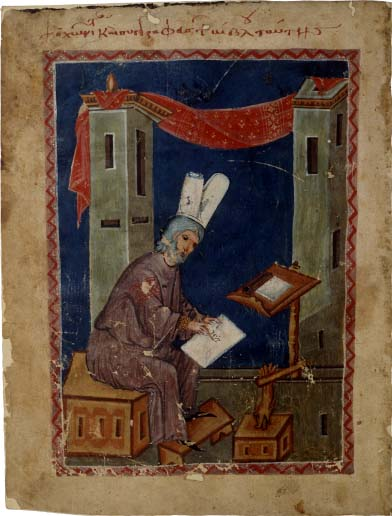
ニケタス・コニアテス

ニケタス・コニアテス（Nikētas Choniátēs、ギリシア語: Νικήτας Χωνιάτης, 1150年 - 1213年）は、東ローマ帝国・ニカイア帝国の政治家・歴史家。中世ギリシャ語読みではニキタス・ホニアテス。

## 略歴
フリュギア地方コーナイ（現在のトルコ西部）の貴族に生まれる。幼い頃に首都コンスタンティノポリスにいた神学者の兄ミカエル・コニアテスに育てられて学問を伝授される。後に兄ともども文人として知られるようになった。
ニケタスがフィリッポポリス知事をしていた時に、第3回十字軍が東ローマ帝国を通過する。だが、皇帝イサキオス2世アンゲロスと神聖ローマ皇帝フリードリヒ1世が対立し、怒ったフリードリヒがフィリッポポリスを襲撃したため、ニケタスはこれを防いだ。その後宮廷秘書官・大法官などの要職を歴任する。
1204年、第4回十字軍がコンスタンティノポリスを襲撃した際にはニケタスの命も危うかったが、懇意にしていたヴェネツィア商人が彼を町の外に脱出させる。後にニカイアに落ち着いて執筆活動に専念した。
中世の東ローマ帝国では最も優れた歴史家の一人とされている。

## 著作
代表作として以下の2つがある。
- Chronike Diegesis（『年代記』、全21巻） - コムネノス・アンゲロス両王朝の歴史を記した書。東ローマ側から見た十字軍の姿を描いている。
- Thesauros Orthodoxfas（『正統信仰の宝』、全27巻） - 12世紀後半の正教会の会議の資料であり、神学書としての側面を持っている。